# NGC 4517A
NGC 4517A este o galaxie situată în constelația Fecioara. A fost descoperită în  de către William Herschel. Se află la o distanță de 17,38 megaparseci de Pământ.